# Roberto Góes
Antônio Roberto Rodrigues Góes da Silva (Porto Grande, 22 de junio de 1966) es un político brasileño.
Inició su carrera política como concejal en el ayuntamiento de Macapá en 1992. En 1994 fue elegido diputado al parlamento del estado de Amapá, cargo en el que fue reelegido tres veces consecutivas. En 2008 consigue ser elegido alcalde de Macapá en segunda vuelta.
Ostenta también la presidencia de la Federación Amapaense de Fútbol. Fue jefe de la delegación de la selección brasileña de fútbol en la Copa América 2004 y del 2007.
Roberto Goés es primo del gobernador de Amapá, Waldez Góes.